# Кадышево (Лямбирский район)
 Кадышево  — деревня в Лямбирском районе Мордовии в составе  Первомайского сельского поселения.

## География
Находится на расстоянии примерно 17 км на север-северо-запад от северо-западной границы города Саранск.

## История
Известна с 1869 года как казенная деревня из 27 дворов, название дано по фамилии бывших хозяев. 

## Население
Постоянное население составляло 14 человек в 2010 году .